# Фонцазо
Фонца̀зо (на италиански: Fonzaso; на венециански: Fondaso, Фондазо) е малко градче и община в Северна Италия, провинция Белуно, регион Венето. Разположено е на 329 m надморска височина. Населението на общината е 3250 души (към 2014 г.).